# Walter Spitzer
Pour les articles homonymes, voir Spitzer.
Walter Spitzer, né le 14 juin 1927 à Cieszyn en Pologne, à la frontière de la Tchécoslovaquie et mort le 13 avril 2021 à Paris, est un artiste peintre, lithographe et sculpteur français, d'origine polonaise, survivant et témoin de la Shoah.

## Biographie
Walter Spitzer naît le 14 juin 1927 à Cieszyn en Pologne, à la frontière de la Tchécoslovaquie. Il est le fils de Samuel Spitzer, un fabricant de liqueur. Sa mère, Margaret (Gretta) Spitzer, est employée des chemins de fer. Il a un frère aîné, Harry Spitzer. La famille est peu pratiquante mais elle respecte les fêtes religieuses juives.

### Seconde Guerre mondiale
Le père de Walter Spitzer, Samuel Spitzer, meurt de maladie, après une chirurgie, en février 1940.
En juin 1940, les Juifs sont bannis de Cieszyn et Walter Spitzer et sa famille se réfugient à Strzemieszyce Wielkie ou Strzemieszyce (aujourd'hui Dąbrowa Górnicza), où il travaille comme photographe et soudeur.
En 1940, son frère Harry Spitzer est arrêté par les allemands.

#### Déportation
En 1943, à l'âge de 16 ans, Walter Spitzer est déporté au camp de concentration de Gross-Rosen, situé près de la gare ferroviaire de Breslau (appelé aujourd'hui Wroclaw, en Pologne), puis à Blechhammer, camp de travail rattaché à Auschwitz,.
À Auschwitz, Walter Spitzer est tatoué avec le numéro 78489. C'est à Auschwitz qu'il est séparé de sa mère. Après une tentative d'évasion, elle est exécutée par les nazis.
En janvier 1945, Walter Spitzer fait partie d'une marche de la mort d'Auschwitz vers Buchenwald. À la libération, il sert d'interprète pour une unité de l'armée américaine.

### Arrivée en France
Vers la fin de 1945, Walter Spitzer immigre en France. Il passe quelque temps à Moissac (Tarn-et-Garonne) avec son ami Jules Fainzang. Il étudie aux Beaux-Arts de Paris. Il consacre sa vie à la mémoire de la Shoah.

### Famille
Walter Spitzer a quatre enfants : Catherine, Anne, Benjamin et Eva.

### Mort
Walter Spitzer meurt le 13 avril 2021, à l’hôpital Saint-Joseph à Paris, dans le 14e arrondissement, après avoir lutté une semaine contre la maladie à coronavirus 2019.

## Distinctions
- Chevalier de la Légion d'honneur (2006)[7]
- Officier de la Légion d'honneur (2018)[8]
- Chevalier de l'ordre des Arts et des Lettres[5]
- Officier de l'ordre national du Mérite (2019)[5]

## Œuvres

### Écrits
- « Les Auschwitz : témoignages », de Georges Snyders, Jacqueline Fleury et Walter Spitzer, Rodéo d'Âme, 2012,  (ISBN 978-2-9529128-9-1)[9]

### Lithographies
- Níkos Kazantzákis, L'Odyssée (1924-1932), traduction de Jacqueline Moatti, lithographies originales de André Cottavoz, Paul Guiramand, André Minaux et Walter Spitzer, Paris, éditions Richelieu, Plon, 1968-1969, FRBNF33061452.

### Monuments
- Square de la Place-des-Martyrs-Juifs-du-Vélodrome-d'Hiver (place des Martyrs-Juifs-du-Vélodrome-d'Hiver)
  - Mémorial des victimes de la Rafle du Vélodrome d'Hiver, Walter Spitzer, sculpteur, et Mario Azagury, architecte (1994).
- Monuments aux morts du 15e arrondissement de Paris, Monument aux victimes des persécutions racistes et antisémites (1995), quai de Grenelle[Où ?]